# Pável Mélnikov (remero)
Pável Vladímirovich Mélnikov –en ruso, Павел Владимирович Мельников– (Novocherkask, URSS, 8 de agosto de 1969) es un deportista ruso que compitió en remo.
Participó en dos Juegos Olímpicos de Verano, en los años 1996 y 2000, obteniendo una medalla de bronce en Atlanta 1996, en la prueba de ocho con timonel. Ganó una medalla de bronce en el Campeonato Mundial de Remo de 1999, en la misma prueba.

## Palmarés internacional
| Juegos Olímpicos   | Juegos Olímpicos         | Juegos Olímpicos  | Juegos Olímpicos |
| Año                | Lugar                    | Medalla           | Prueba           |
| ------------------ | ------------------------ | ----------------- | ---------------- |
| 1996               | Atlanta (Estados Unidos) | Medalla de bronce | Ocho con timonel |
| Campeonato Mundial |                          |                   |                  |
| Año                | Lugar                    | Medalla           | Prueba           |
| 1999               | St. Catharines (Canadá)  | Medalla de bronce | Ocho con timonel |